# Erika von Brockdorff

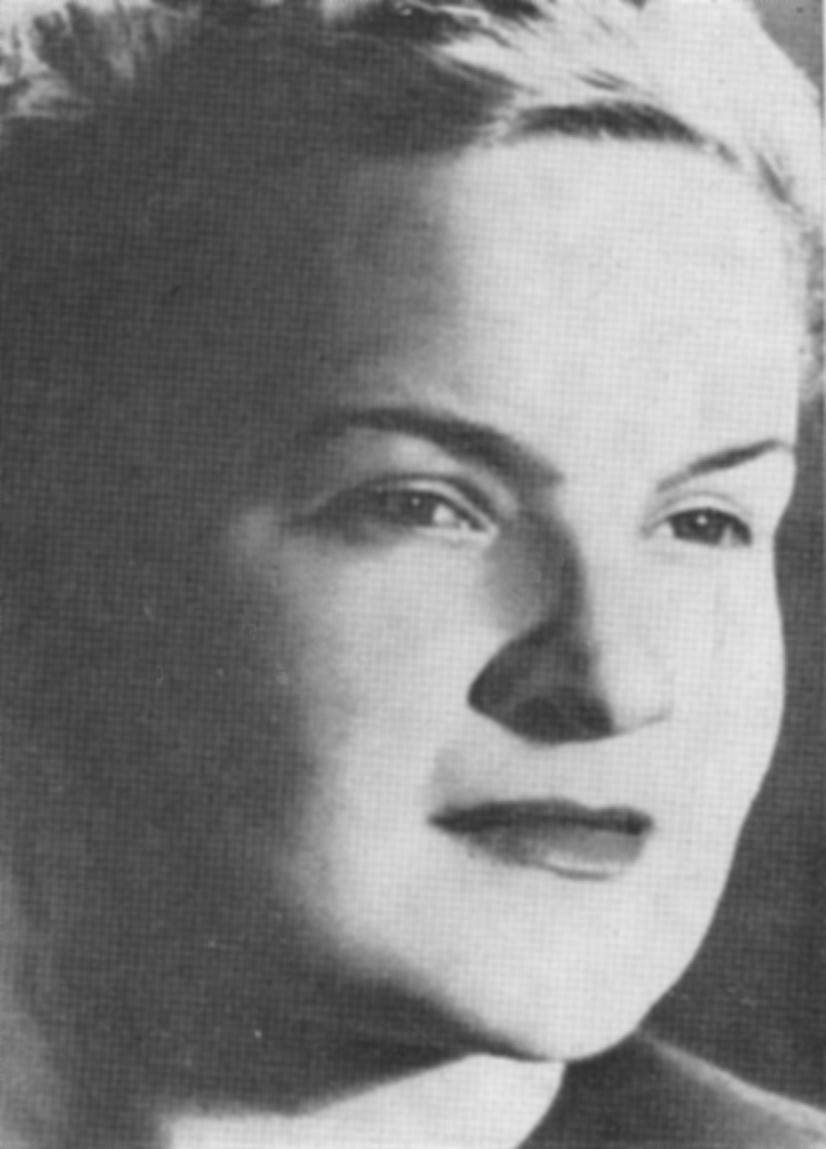
Erika von Brockdorff

Contessa Erika von Brockdorff nata Schönfeldt (Kołobrzeg, 29 aprile 1911 – Berlino, 13 maggio 1943) è stata un'attivista tedesca, combattente della resistenza tedesca contro il regime nazista nel gruppo dell'Orchestra Rossa.

## Biografia

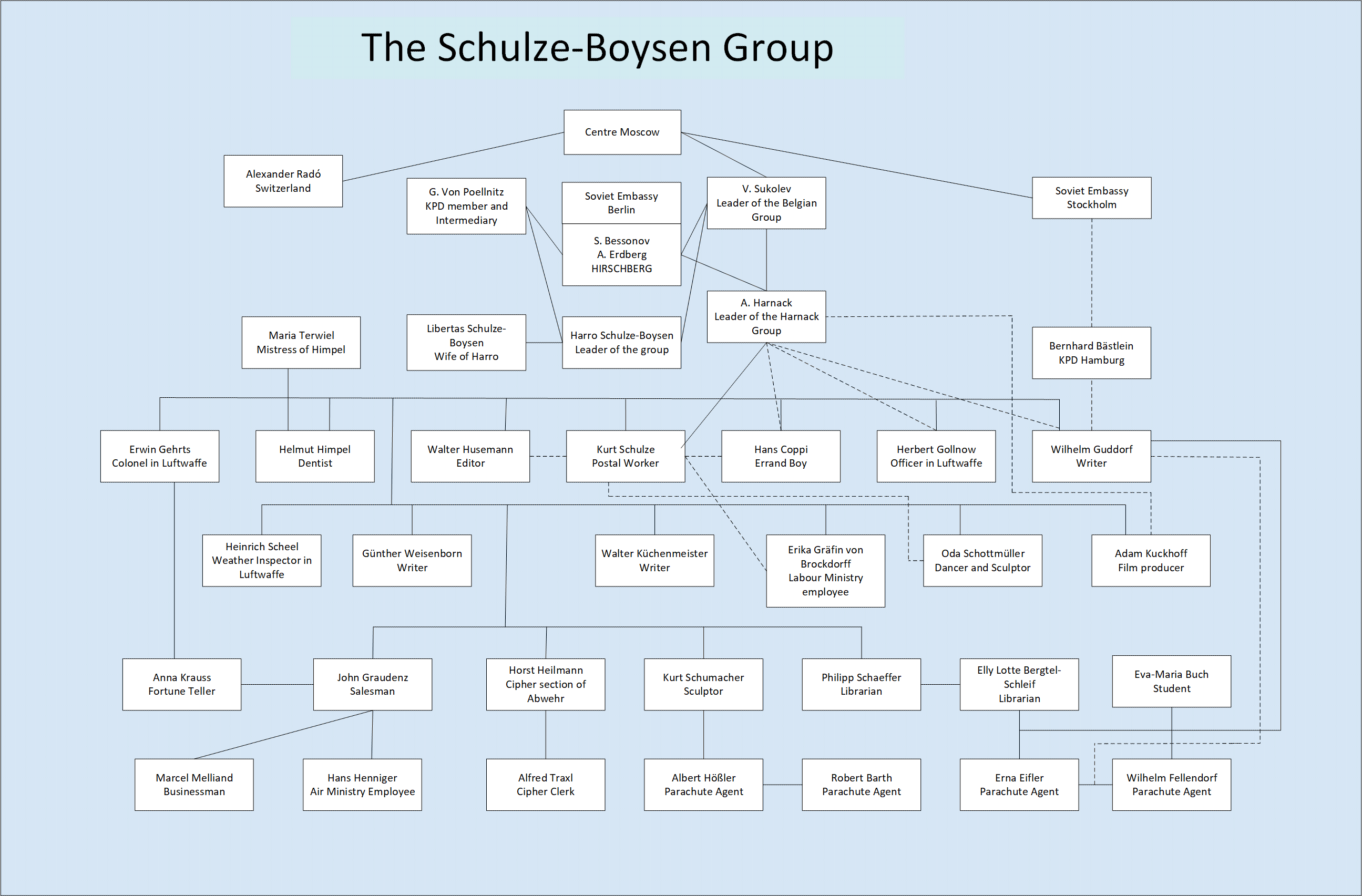
Il gruppo Schulze Boysen dell'Orchestra Rossa

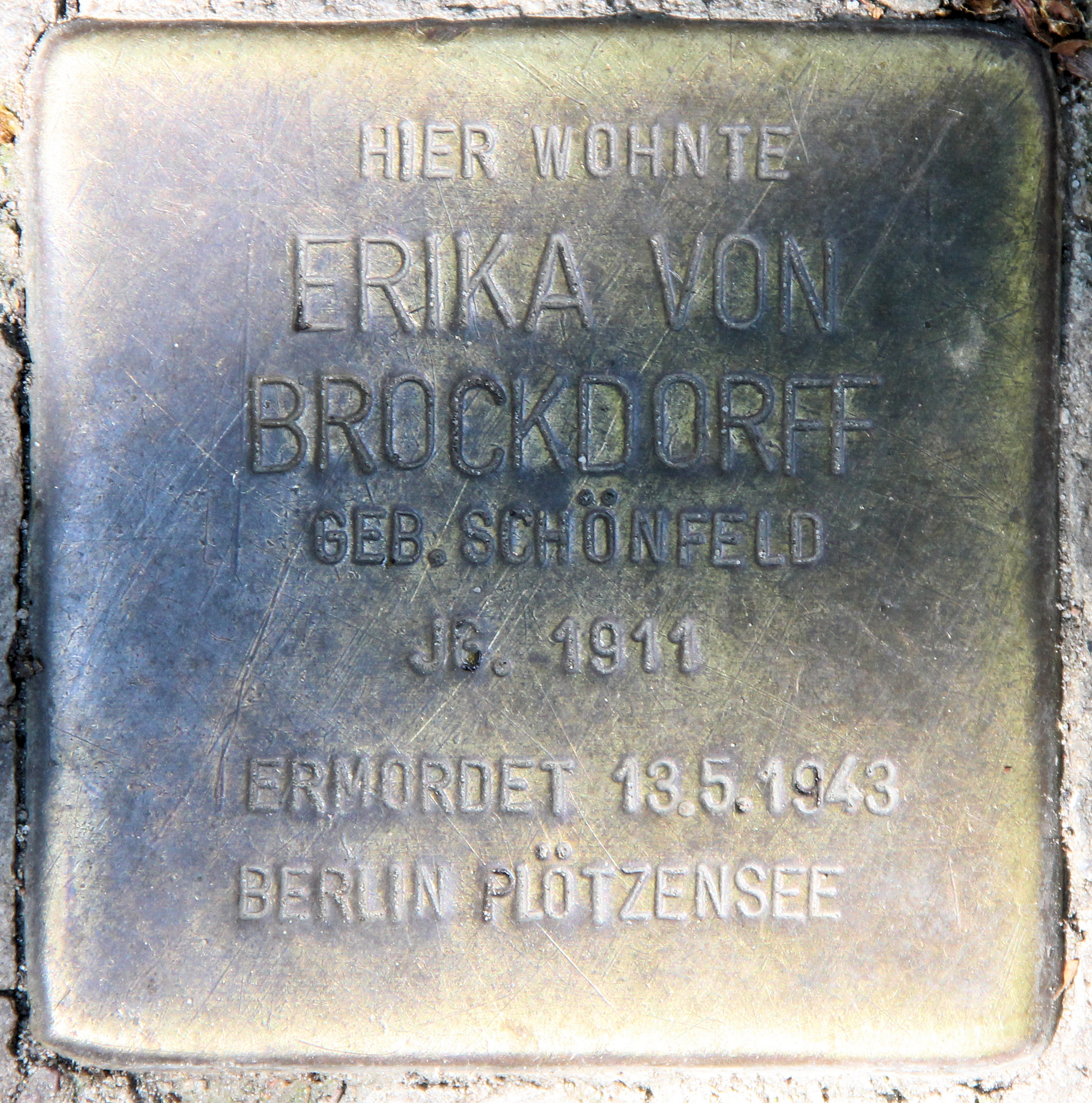
Pietra d'inciampo a Berlino

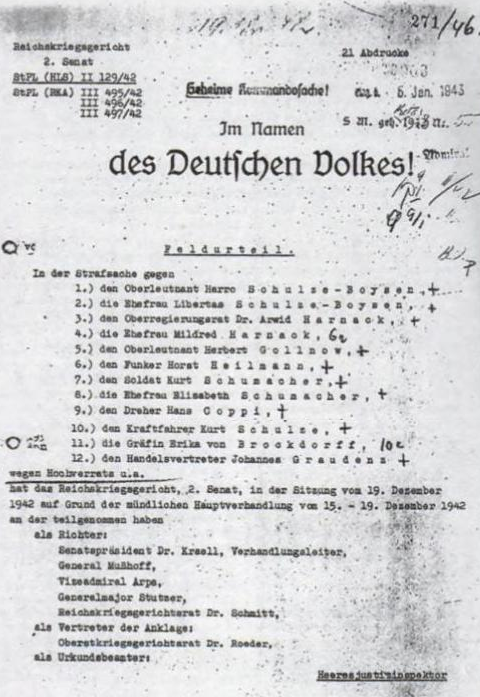
Sentenza del 19 dicembre 1942 contro i membri dell'Orchestra Rossa

Nacque con il cognome Schönfeldt a Kołobrzeg, sulla costa baltica della Pomerania. Suo padre lavorava in un ufficio postale. Dopo aver conseguito il diploma e frequentato una scuola di economia domestica, dal 1929 lavorò a Berlino come governante e, dopo un'ulteriore formazione in stenodattilografia, come impiegata d'ufficio. Nel 1937 sposò lo scultore Cay-Hugo von Brockdorff e poco dopo nacque la loro figlia Saskia.
Dal 1941 Erika mise a disposizione il suo appartamento per il movimento di resistenza di Hans Coppi, nascondendo una radio (all'epoca aveva una relazione con Coppi). Fu arrestata insieme agli altri membri dell'Orchestra Rossa e portata nella prigione femminile di Charlottenburg. Nel gennaio 1943 fu condannata dal Reichskriegsgericht a dieci anni di prigione. Adolf Hitler non fu soddisfatto della pena comminata e, per suo ordine, la sentenza fu cambiata in condanna a morte. Insieme a Mildred Harnack, attese altri quattro mesi per l'esecuzione della sentenza, mentre Elfriede Paul fu una delle poche del gruppo a sfuggire alla condanna a morte.
La sera del 13 maggio 1943 fu messa a morte mediante ghigliottina, insieme ad altre tredici persone nella prigione di Plötzensee a Berlino.
Dopo l'esecuzione il corpo di Erika fu affidato all'anatomista Hermann Stieve, al quale fu permesso di utilizzare il corpo per le sue ricerche sul funzionamento delle mestruazioni. I campioni anatomici restanti furono sepolti nel cimitero Dorotheenstädtischer Friedhof di Berlino il 13 maggio 2019.
Sua figlia, Saskia, nata nel 1937 rappresenta la memoria storica di Erika. Per tale motivo gira le scuole per testimoniare l'impegno della madre contro la barbarie. Saskia visse nella DDR dove la madre, per la lotta all'opposta  ideologia, era considerata un mito. Fu però spiata dalla Stasi, sentendosi oppressa riuscì a emigrare in Perù tornando poi nell'allora Germania Ovest nel 1970, rimanendo sbalordita dal fatto che  da questa parte la Rote Kapelle era considerata una rete di "traditori comunisti". Dopo il 2006 la scoperta di una vecchia foto storica di lei in braccio alla sua coraggiosa madre, Erika.  Nel 2018 anche il ritrovamento di una commovente lettera indirizzata alla figlia prima della condanna a morte e dopo il ritrovamento dei resti mortali della madre. A questo punto Saskia, si è riconciliata con la sua storia e la sua patria oramai non più divisa.